# Alcains
Alcains ist eine portugiesische Gemeinde (freguesia) und Kleinstadt (Vila) im Kreis Castelo Branco. Die Gemeinde ist 36,9 km² groß und hat 4615 Einwohner (Stand 19. April 2021).

## Geografie
Zentral im Kreis Castelo Branco gelegen, ist der Ort Alcains etwa 10 km von der Kreisstadt entfernt.

## Geschichte

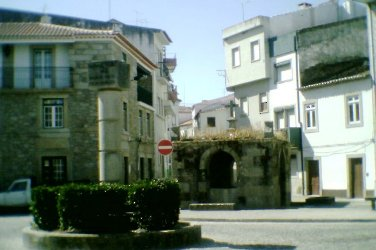
Denkmal für die Erhebung zur Vila, dahinter der Römerbrunnen

Die Spuren menschlicher Besiedelung gehen hier zurück bis in die Jungsteinzeit. Auch aus der Zeit der römischen Besatzung gibt es hier eine Reihe von Funde, etwa einen Ofen oder eine Göttersäule aus dem zweiten Jahrhundert. Aus der Zeit der maurischen Besatzung stammt vermutlich der Name, der auf Alkaij (etwa: existent, permanent) zurückgeführt wird.
Seit der Reconquista im Besitz des späteren ersten Königs Portugal, Dom Afonso Henriques, wurde es von König Afonso III. dem Templerorden vermacht.
1971 wurde Alcains zur Vila (Kleinstadt) erhoben.

## Verwaltung
Die Gemeinde besteht nur aus der Ortschaft Alcains.

## Verkehr
Alcains ist ein Haltepunkt der Linha da Beira Baixa im landesweiten Eisenbahnnetz.
Der Ort ist mit einer eigenen Anbindung an die Autobahn A23 in das Autobahnnetz des Landes integriert.

## Wirtschaft

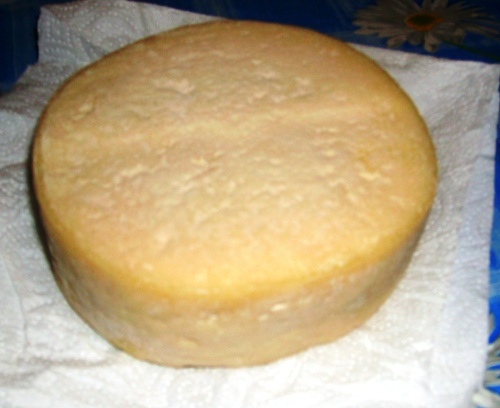
Der Käse von Alcains

Traditionell bedeutend ist die Landwirtschaft, insbesondere die Viehwirtschaft. Landesweit von Ruf ist der Käse von Alcains. Auch der Granit, der hier abgebaut wir, ist bekannt.
Alcains ist seit dem Aufkommen größerer Handwerksbetriebe im 16. Jahrhundert auch ein Ort des Produzierenden Gewerbes. Insbesondere Textil-, Nahrungsmittel-, Holz- und Granit-verarbeitende industrie ist heute hier ansässig. Ein bedeutender Arbeitgeber ist etwa der Bekleidungshersteller Dielmar.

## Söhne und Töchter
- Aurélio Granada Escudeiro (1920–2012), Bischof von Angra, auf den Azoren
- Ramalho Eanes (* 1935), General, und von 1976 bis 1986 Staatspräsident Portugals
- José Manuel Tavares Castilho (* 1947), Autor, Historiker und Soziologe